# Víctor Manuel Leites
Víctor Manuel Leites (* 3. März 1933 in Paysandú, Uruguay; † 12. April 2016) war ein uruguayischer Dramatiker und Journalist.
Leites, der mindestens 25 Jahre lang als Journalist für Tageszeitungen wie El Popular, Ultima Hora, De Frente und El Día sowie die Wochenzeitungen Brecha und La Democracia Nachrichten und Kritiken im Unterhaltungsbereich verfasste, war als Dramatiker mit seinen Arbeiten in den 1960er Jahren zunächst im Fernsehen in Canal 5 zu sehen, wo Francisco Espínola diese als Regisseur umsetzte. Später waren seine Stücke dann unter anderem im Club de Teatro, dem Teatro Circular, dem Teatro de la Gaviota, dem Casa del Teatro und der Comedia Nacional, aber auch im Ausland in Paraguay, Argentinien, Chile, Costa Rica, Peru, Mexiko, Spanien und den USA zu sehen. Bei der Comedia Nacional hatte er von 1991 bis 1993 zudem die Position des Künstlerischen Leiters (Director Artístico) inne.
Für drei seiner Stücke wurde er mit dem Premio Florencio ausgezeichnet. Dies waren Doña Ramona, El reformador und El loco Julio.

## Theaterstücke (Auswahl)
- 1968: Informe para distraídos, Club de Teatro
- 1972: Historia de bien nacidos, Club de Teatro
- 1979: Quiroga, Teatro Circular
- 1982: Doña Ramona, Teatro Circular
- 1985: El chalé de Gardel, Comedia Nacional
- 1990: El reformador, Teatro Circular
- 1996: El copamiento, Teatro de la Gaviota
- 1998: El loco Julio, Casa del Teatro
- 2000: Pasado amor, Teatro Circular
- 2008: El día de los cuchillos largos, Sala Atahualpa im Teatro El Galpón[2]

## Auszeichnungen
- 1982: Premio Florencio für Doña Ramona
- 1990: Premio Florencio für El reformador
- 1998: Premio Florencio für El loco Julio